# جون إي. براون
جون إي. براون (بالإنجليزية: John E. Braun)‏ هو سياسي أمريكي، ولد في 16 يناير 1967. حزبياً، نشط في الحزب الجمهوري.

## وصلات خارجية
- الموقع الرسمي